# Żbików

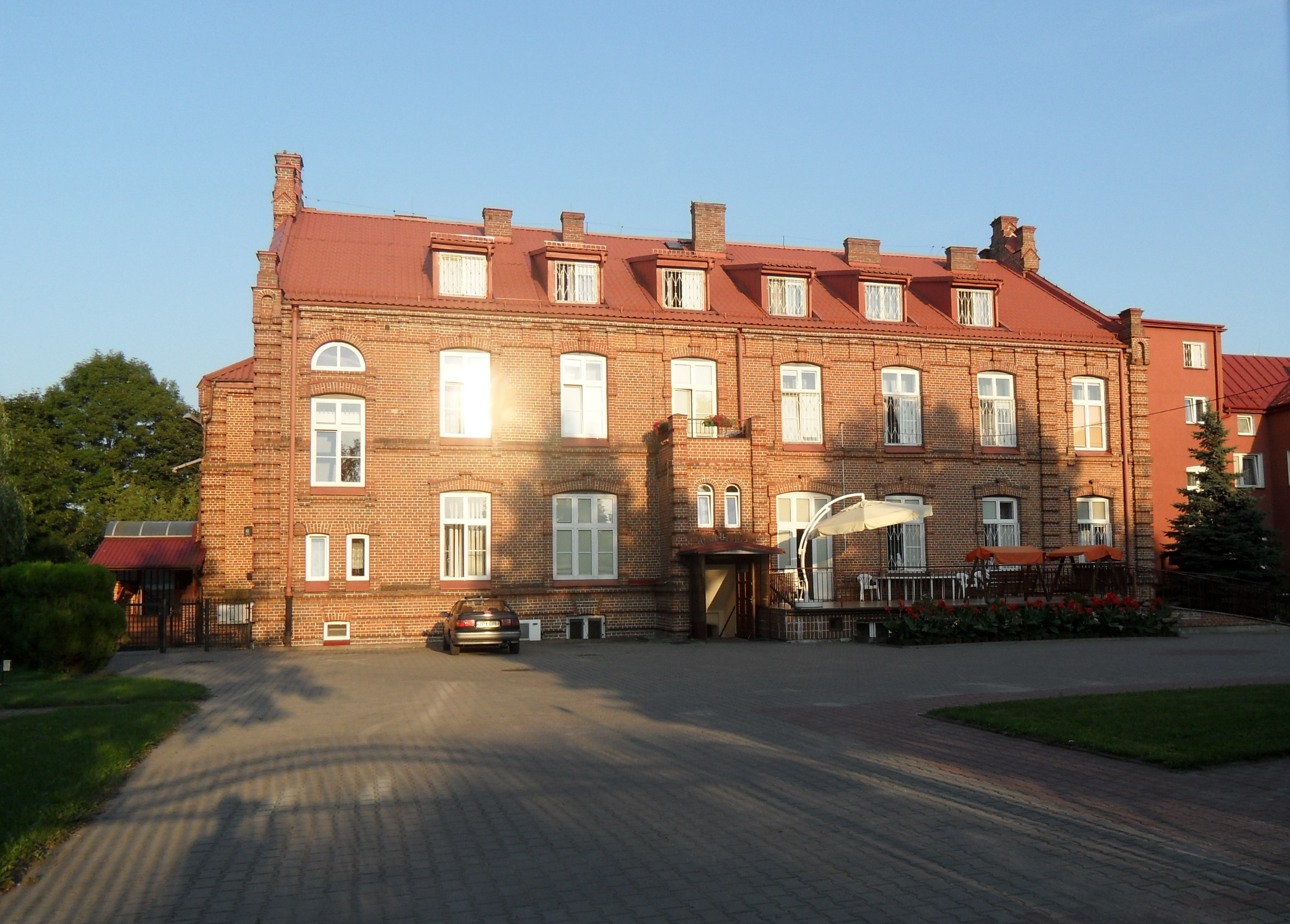
Dom pomocy społecznej

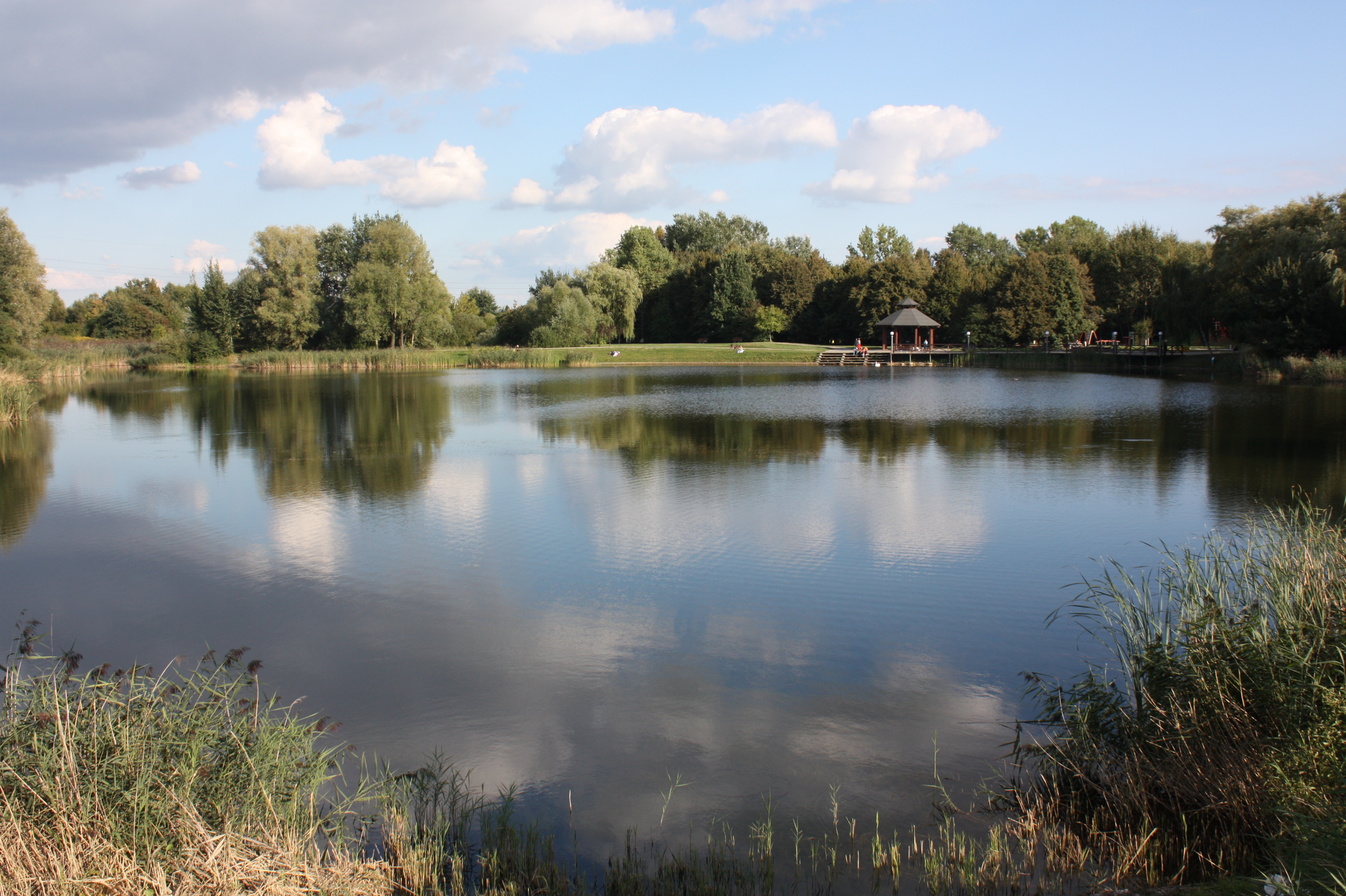
Park Mazowsze (Glinki Hosera)

Żbików – dzielnica Pruszkowa, do 1916 samodzielna wieś.
Wieś duchowna położona była w drugiej połowie XVI wieku w powiecie błońskim ziemi warszawskiej województwa mazowieckiego.

## Historia
Z 1297 pochodzi najstarszy znany dokument (wystawiony przez księcia mazowieckiego Bolesława II), w którym wymieniona jest nazwa Żbikowa, zapisana tam jako Sdbicovo.
Z innego dokumentu wynika, że żbikowska parafia istniała już w XIII wieku, natomiast pierwszy murowany kościół powstał w XV wieku. Do końca XVIII wieku był Żbików własnością kościelną i wchodził w skład dóbr biskupstwa poznańskiego.
Na przełomie XIX i XX wieku powstało na terenie wsi kilka zakładów przemysłowych, największe z nich to: Warsztaty Naprawy Wagonów Towarowych, cegielnia „Żbików” braci Hoser, w miejscu której jest obecnie Park Kultury i Wypoczynku Mazowsze z powstałym w wyrobisku zbiornikiem wodnym (potocznie „Glinki Żbikowskie”, „Glinki Hosera”, „Glinki Hozera”) oraz fabryka wyrobów stalowych Henryka Hosera.
W latach 1867–1916 należał do gminy Ożarów w powiecie warszawskim, w guberni warszawskiej. 10 grudnia 1916 osadzie fabrycznej Pruszków nadano prawa miejskie, w związku z czym włączono do niej Żbików.
Urodził się tu Stanisław Stefaniak – major Armii Krajowej, uczestnik powstania warszawskiego, komendant III Rejonu w Obwodzie Wola, dowódca kompanii wolskiej w Zgrupowaniu Leśnik na Muranowie i Starym Mieście, oraz dowódca batalionu „Stefan” i dowódca pododcinka po przejściu do Śródmieścia